# 51. vestlige længdekreds
Den 51. vestlige længdekreds (eller 51 grader vestlig længde) er en længdekreds, der ligger 51 grader vest for nulmeridianen. Den løber gennem Ishavet, Grønland, Atlanterhavet, Sydamerika, det Sydlige Ishav og Antarktis.